# František Lorenc
František Lorenc, v Brazílii psáno Lorenz (24. prosince 1872 Zbyslav – 24. května 1957 Porto Alegre), byl český profesor a esperantista žijící po desetiletí v Brazílii. Je autorem první učebnice esperanta pro Čechy, která vyšla v roce 1890 tři roky po vyjití Zamenhofovy knihy přezdívané La Unua Libro. V červenci 2018 byla na jeho počest přejmenována knihovna ve Vrdech.

## Dílo
Byl polyglot, znal 80 jazyků a napsal celkem 56 děl. Jednalo se o gramatiky různých indiánských nářečí, studie o józe apod.
Příklady děl v esperantu:
- Voĉoj de poetoj el la spirita mondo (1944), jedná se o básně psané s pomocí média, technikou automatického psaní
- Antologio de Brazilaj poetoj, v rukopise zůstala antologie brazilských básníků

### Překlady
Ze sanskrtu do esperanta přeložil dílo Bhagavad-gita. Dále do esperanta přeložil básně z osmdesáti jazyků, tento výbor vyšel pod názvem Diverskolora bukedeto.